# Rue Berton
Pour les articles homonymes, voir Berton.
La rue Berton est une petite ruelle de l'ouest de Paris, dans le 16e arrondissement.

## Situation et accès
Commençant avenue de Lamballe et finissant rue d'Ankara, la rue Berton est composée de deux tronçons, dont l'un fait sa singularité.
Ce tronçon, qui débute rue d'Ankara, est le plus ancien. Il prend la forme d’un étroit sentier pavé se faufilant entre de hauts murs aveugles. D’un côté, la rue longe la maison de Balzac, de l’autre l’hôtel de Lamballe, aujourd’hui ambassade de Turquie, autrefois clinique psychiatrique du docteur Blanche où furent notamment soignés les écrivains Gérard de Nerval et Guy de Maupassant.
À mi-chemin, côté maison de Balzac, se trouve une borne, signalée par une plaque sur le mur. Selon les uns, elle aurait indiqué la limite entre les seigneuries d'Auteuil et de Passy ; selon les autres, elle n’aurait servi qu’à limiter l’accès aux charrettes dans cette voie très étroite. Seul point d’accord : cette borne date de 1731.

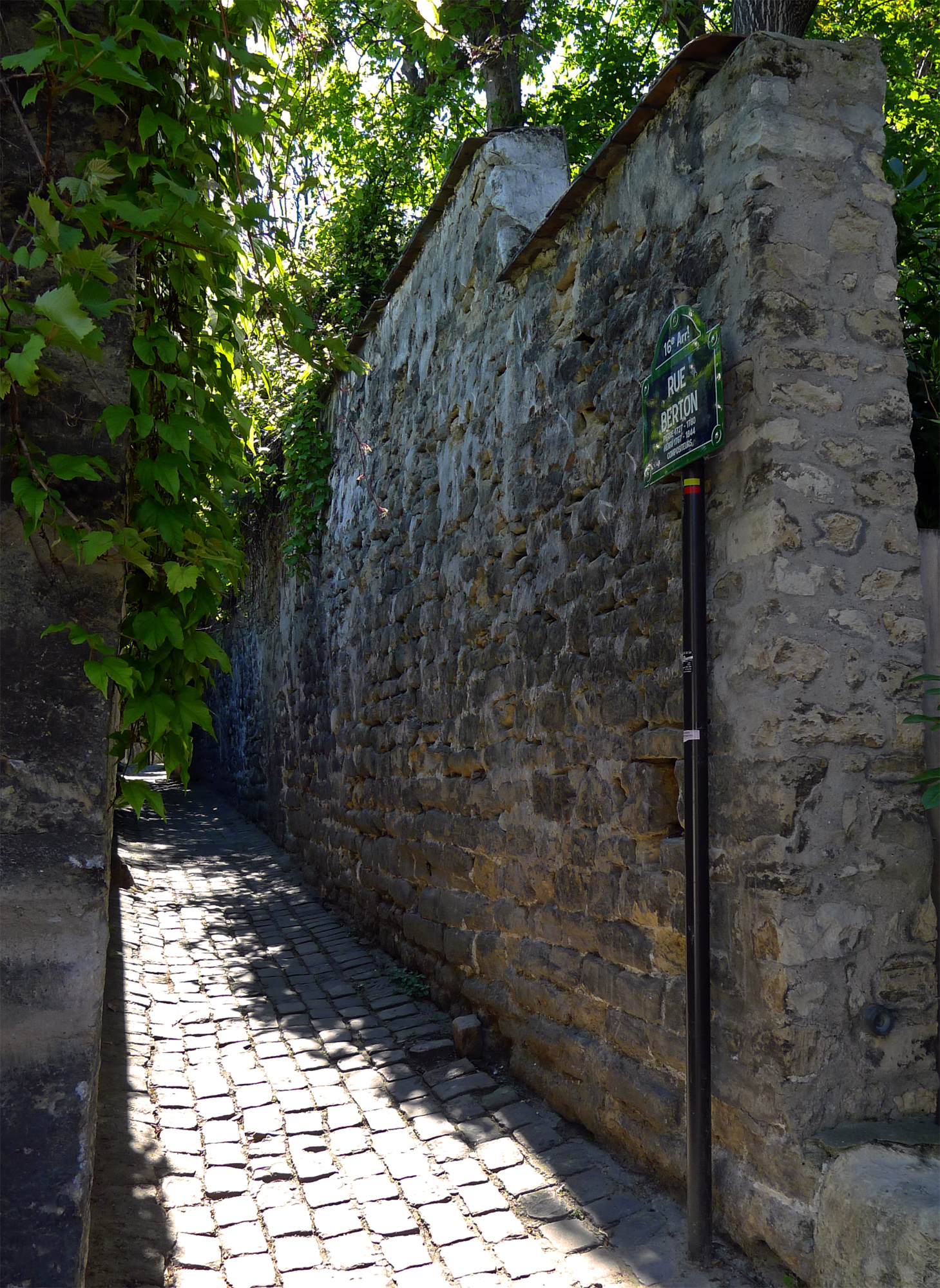
Entrée de la rue, côté rue d'Ankara.
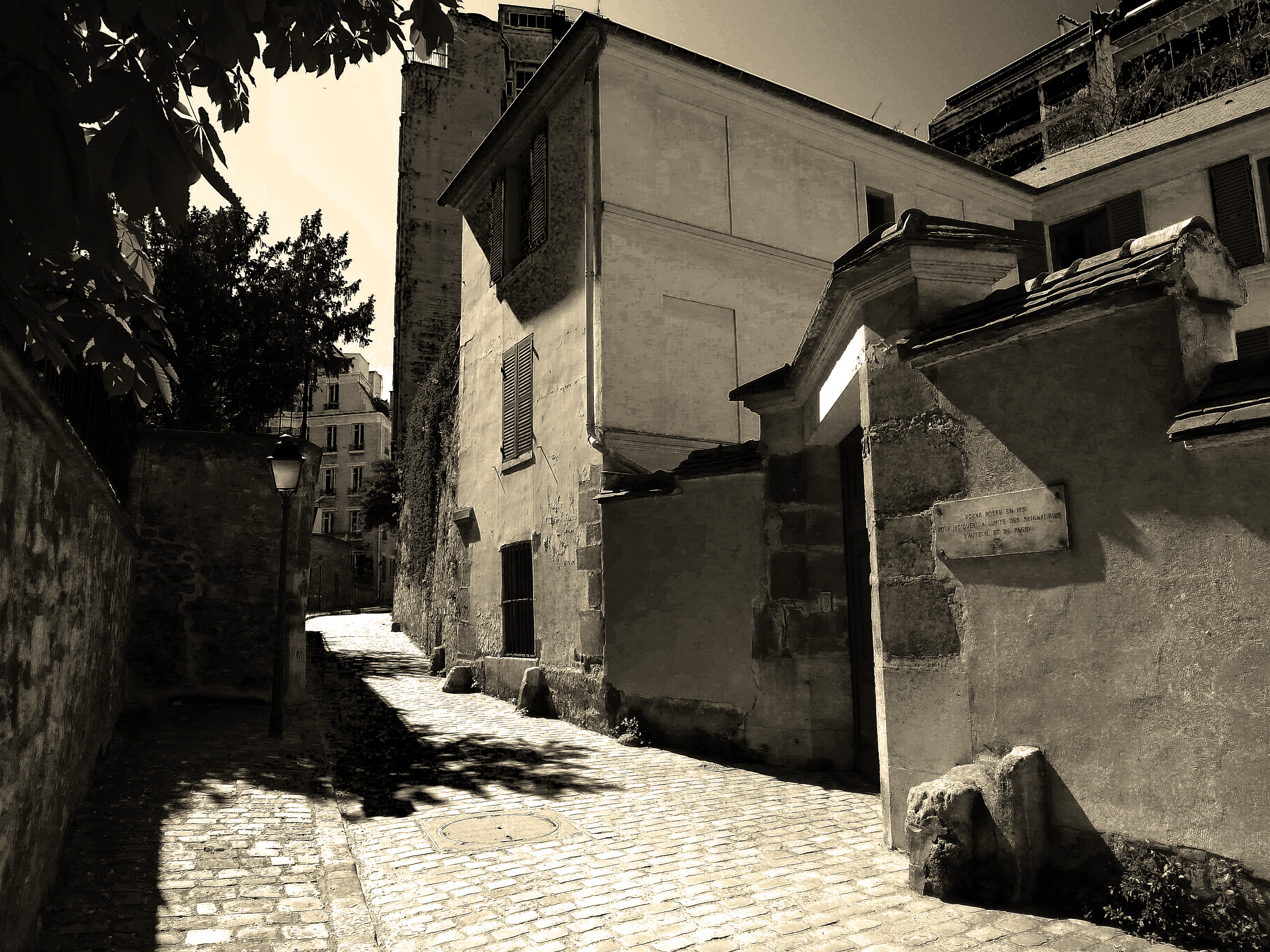
La maison de Balzac, côté rue Berton (no 24).
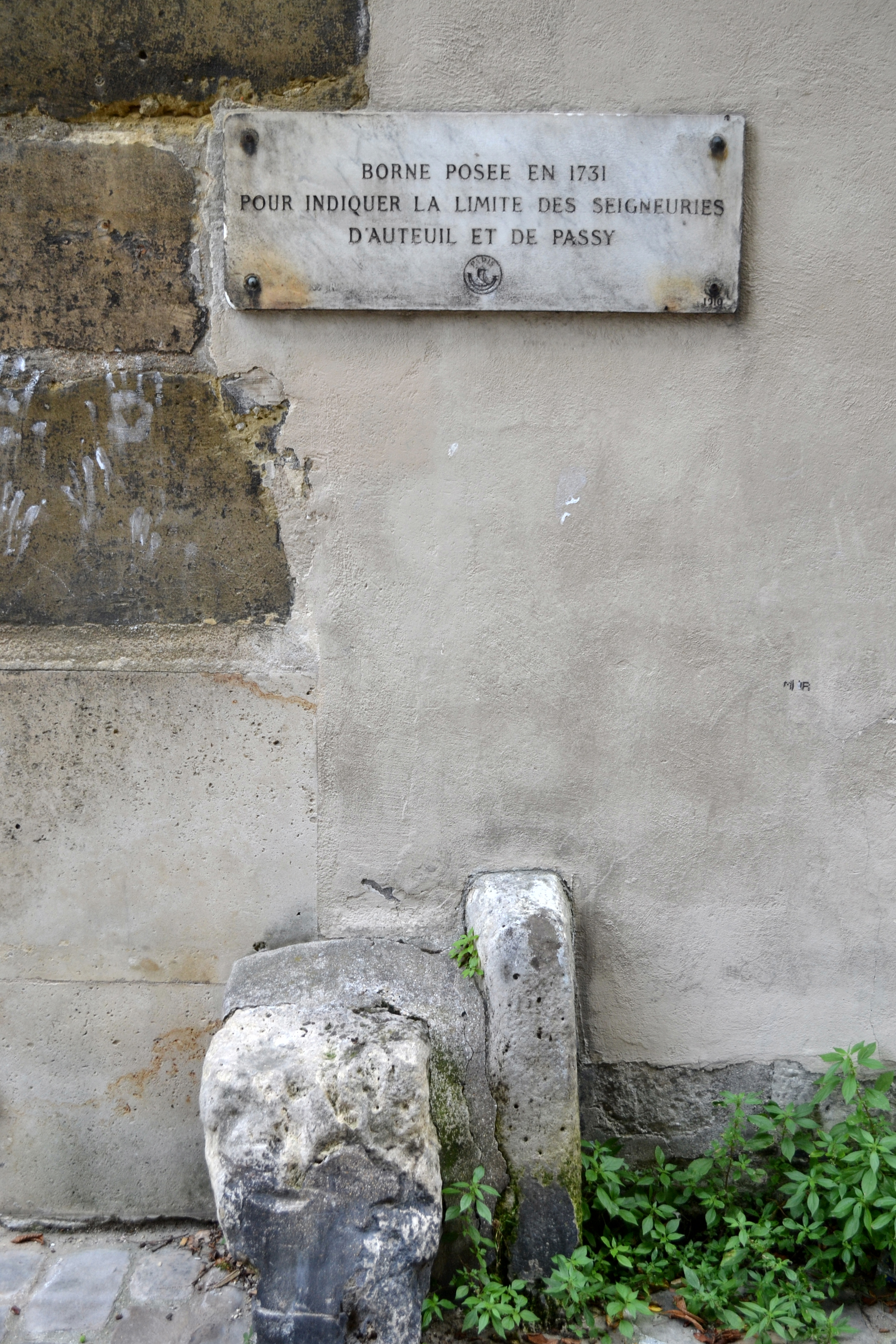
Borne.

L'autre tronçon, plus moderne, rejoint la rue Raynouard. Un escalier, en son milieu, permet également de rejoindre cette voie.

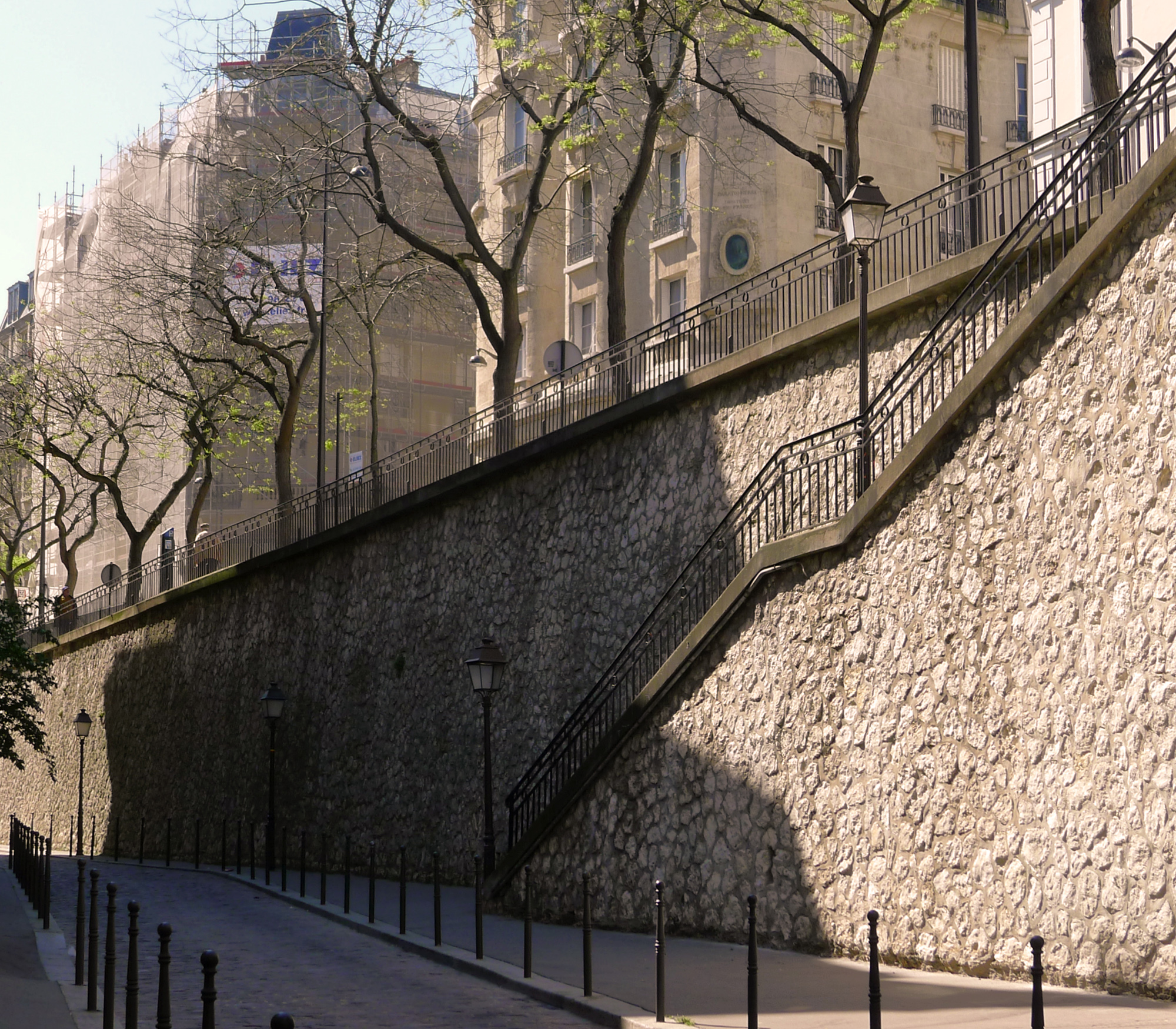
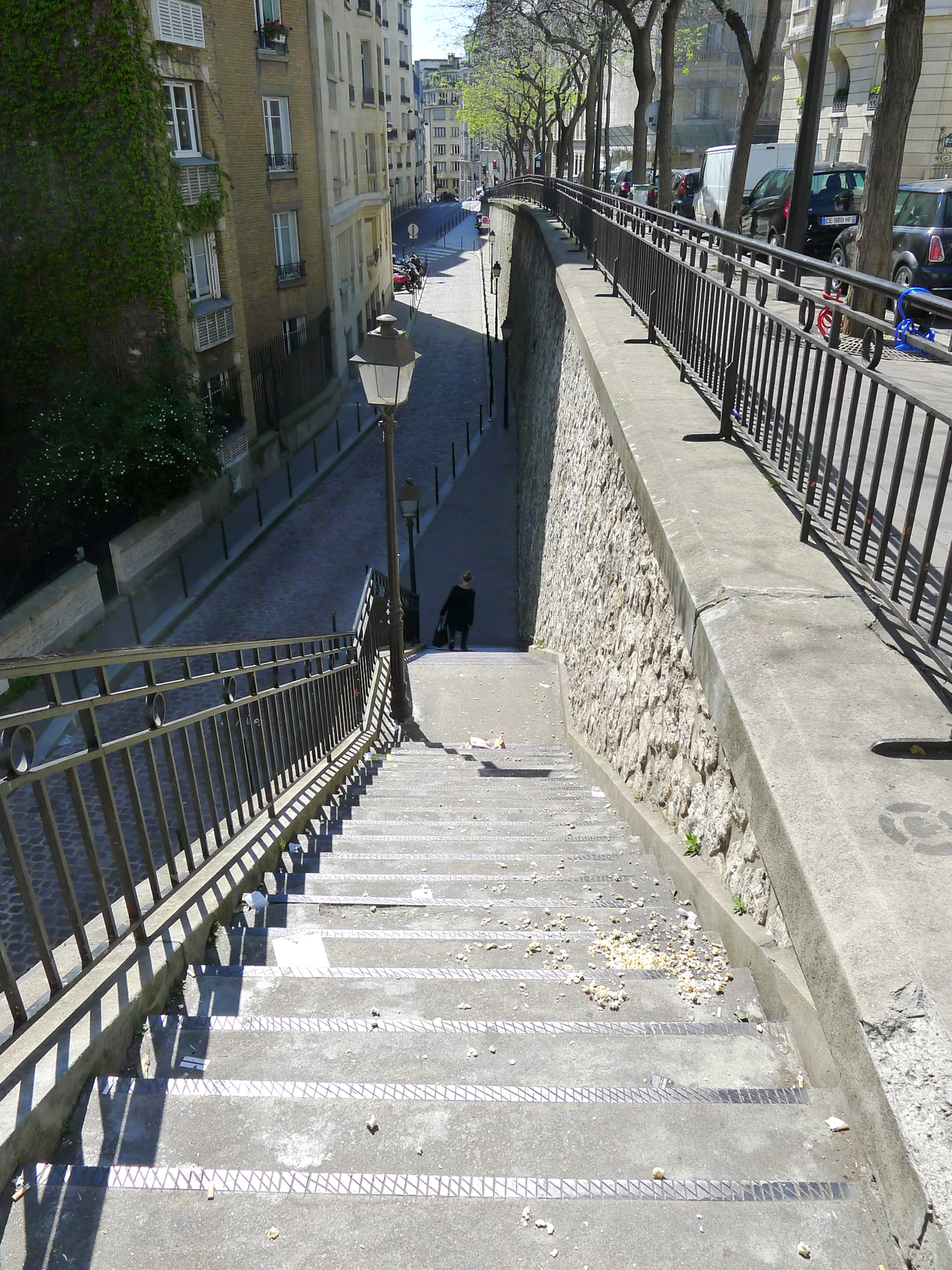
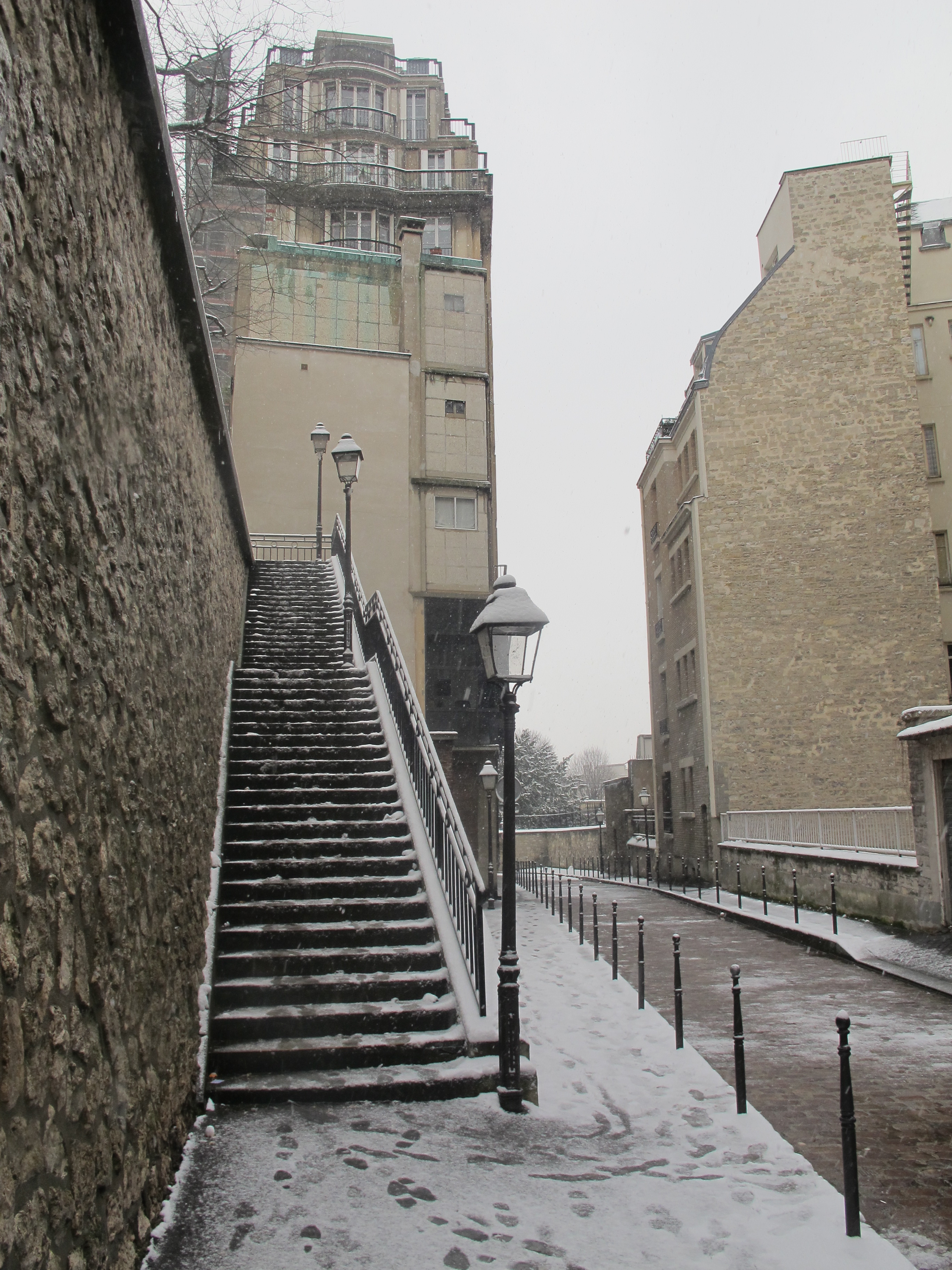
Sous la neige.

## Origine du nom

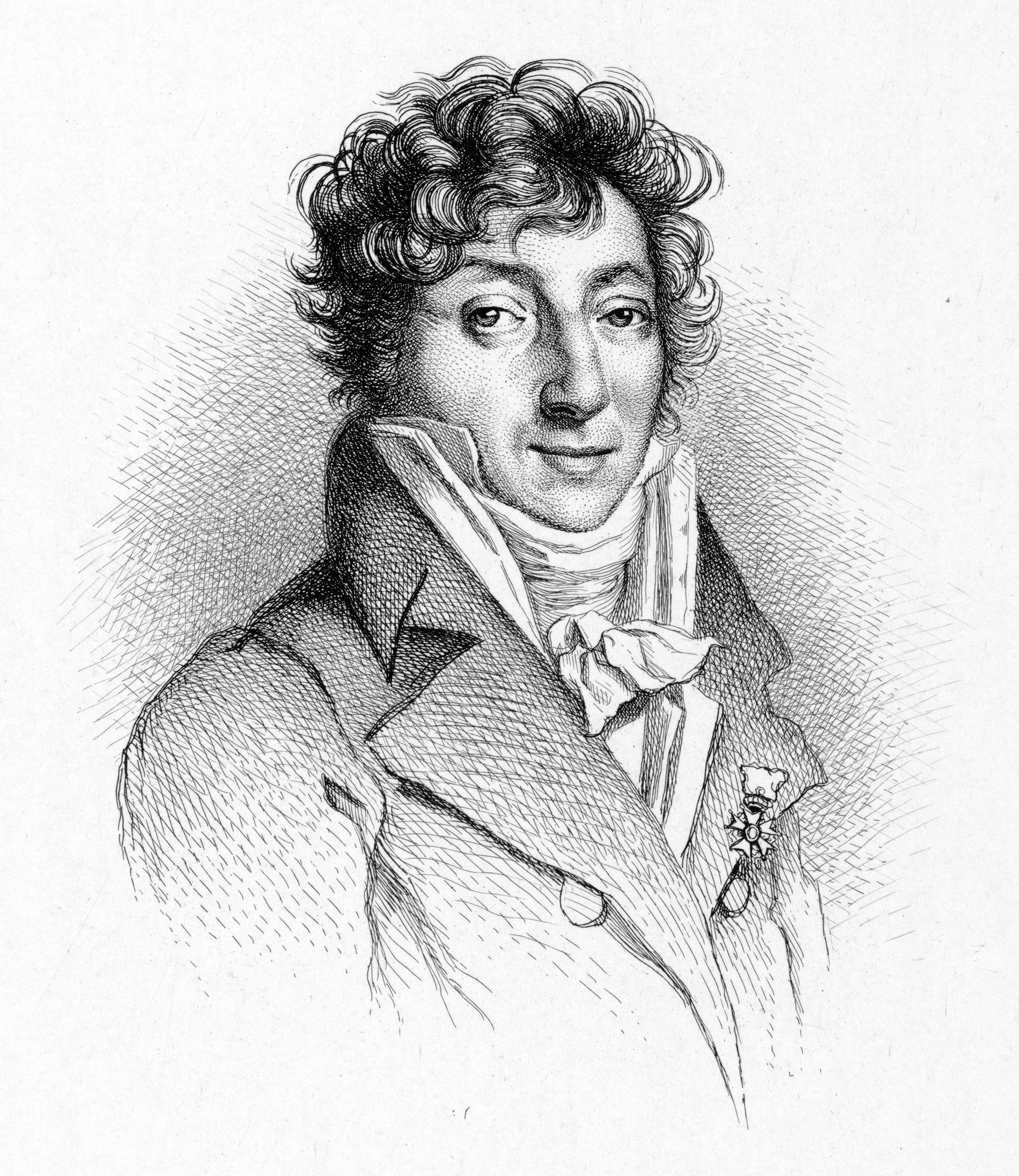
Henri Montan Berton.

La rue Berton porte le nom des compositeurs Pierre Montan Berton (1727-1780) et Henri Montan Berton (1767-1844), père et fils.

## Historique
Visible sur le plan de Roussel de 1730, cette voie de l'ancienne commune de Passy s’est auparavant appelée « rue de Seine », pour la partie descendant vers le fleuve (voir infra) et « rue du Roc », pour la partie approximativement parallèle à l’actuelle rue Raynouard.
Elle est classée dans la voirie parisienne par un décret du 23 mai 1863 et prend sa dénomination actuelle par un décret du 2 octobre 1865. Elle englobait, jusqu’en 1954, l'actuelle rue d'Ankara.
Dans son livre Le Flâneur des deux rives, paru en 1918, le poète Guillaume Apollinaire la dépeint ainsi : « Une voie mal tenue, pleine de cailloux et d’ornières et que bordent des murs ruineux » ; mais il y voit aussi l'« un des coins les plus pittoresques de Paris », n'ayant sans doute « guère changé depuis le temps où Balzac la suivait… pour échapper à quelque importun ».
La rue Berton échappa aux terrassiers du fait de l'approche de la Grande Guerre.

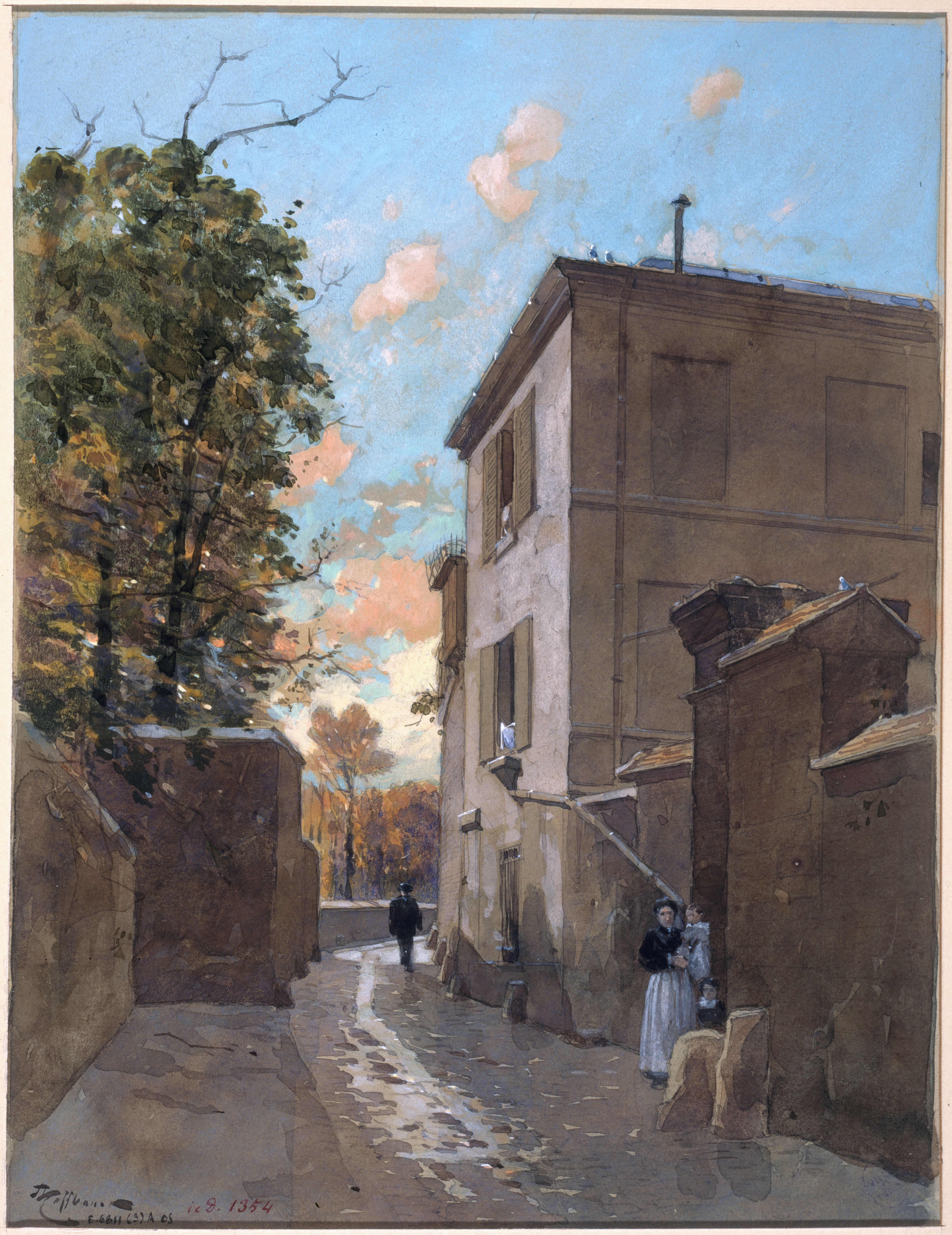
Rue Berton vers 1900 (Fédor Hoffbauer).
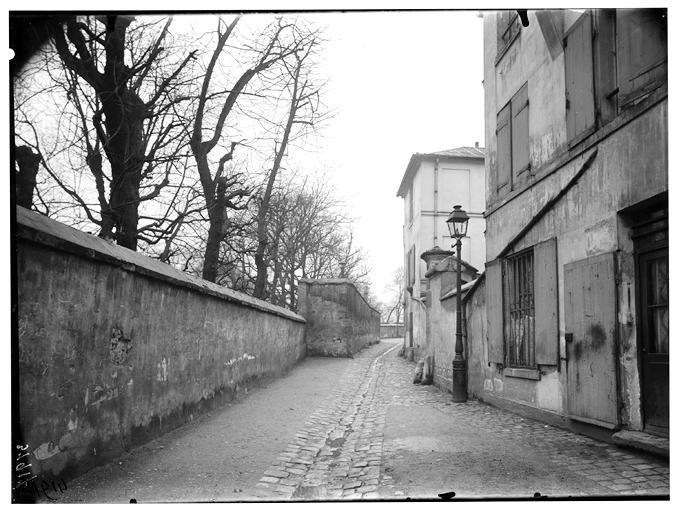
La rue en 1901 (Eugène Atget).
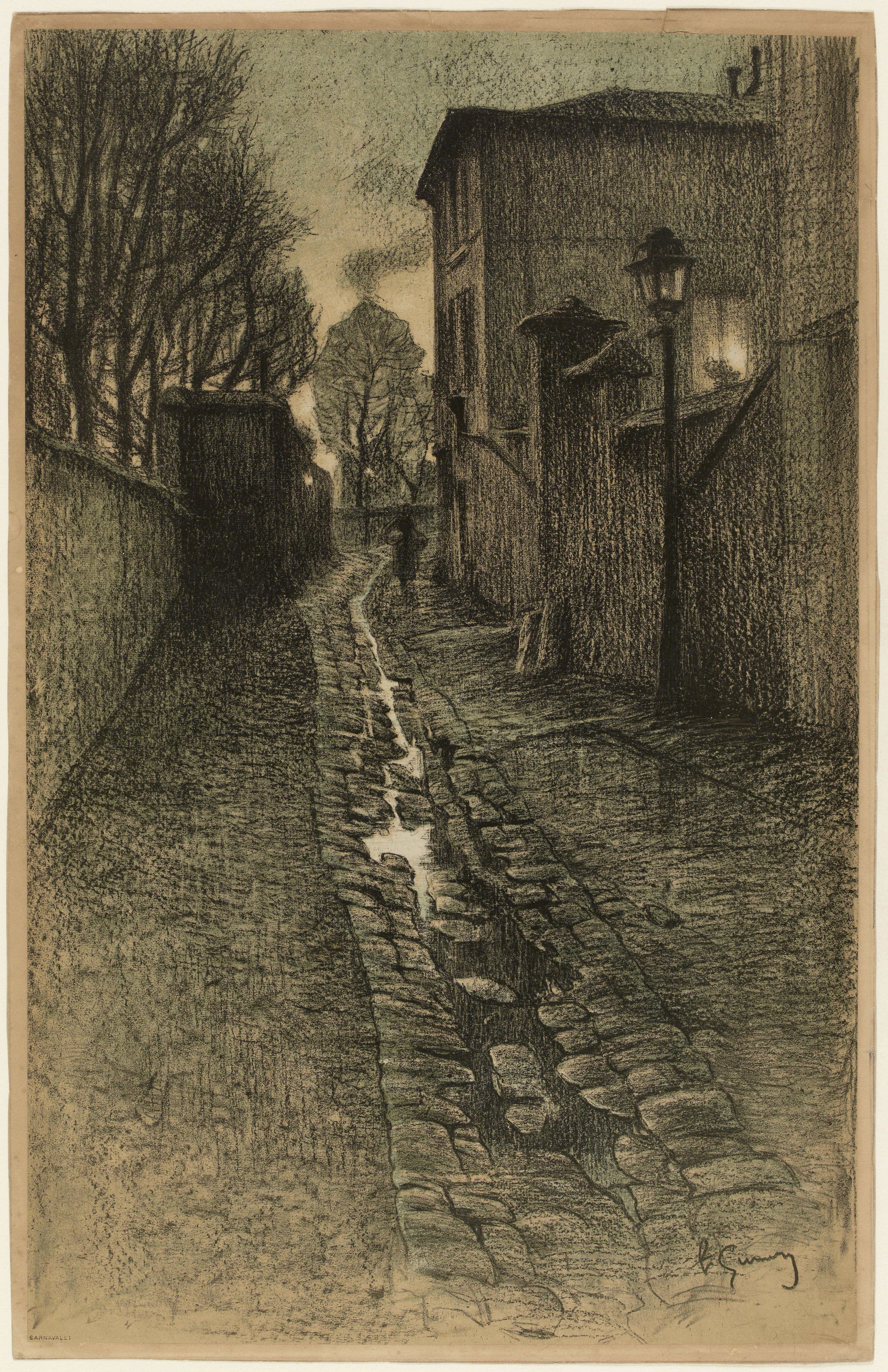
Rue Berton en 1903 (Adolphe-Ernest Gumery).
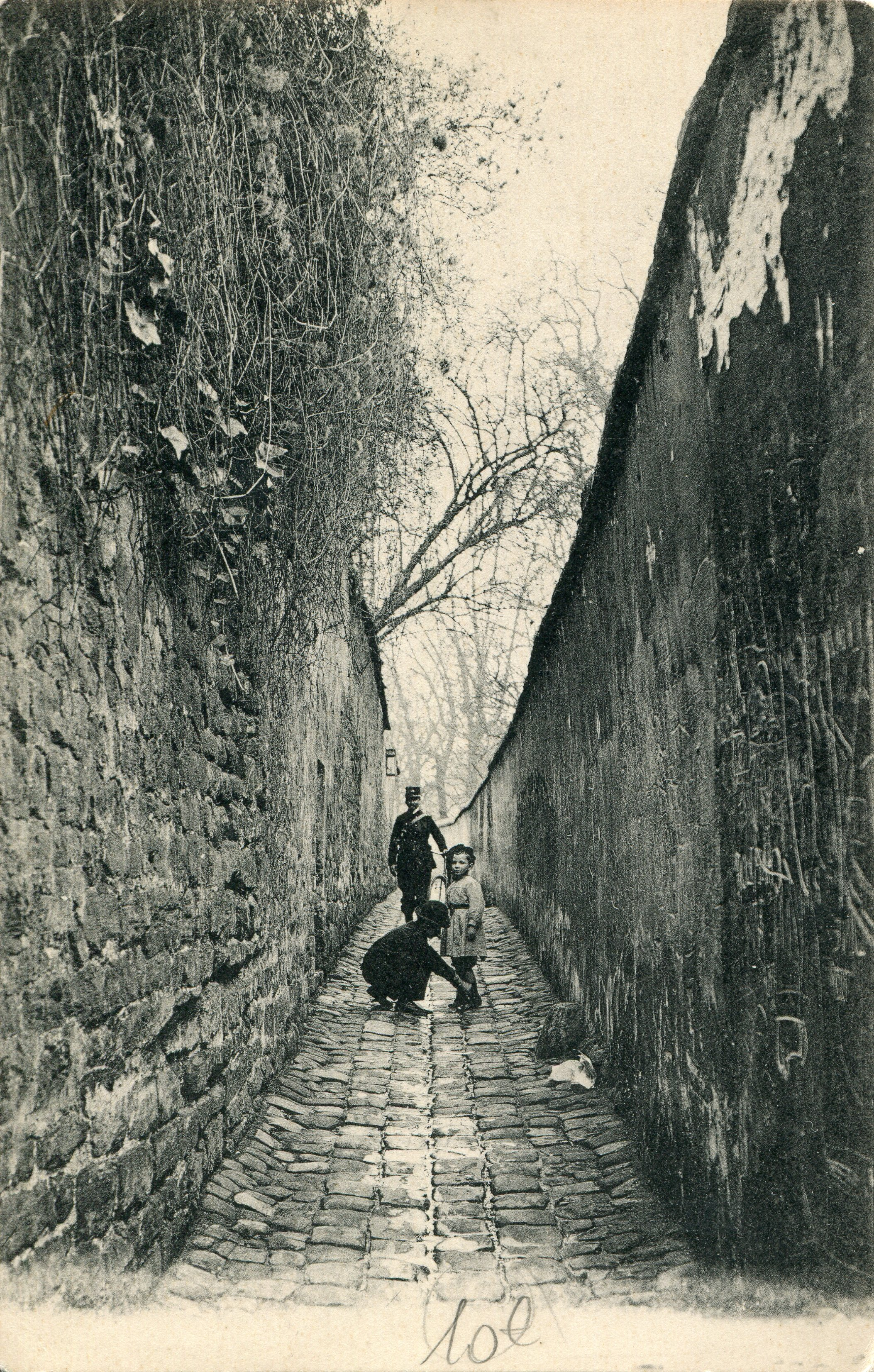
Passage étroit du côté de la rue d'Ankara (c. 1905).
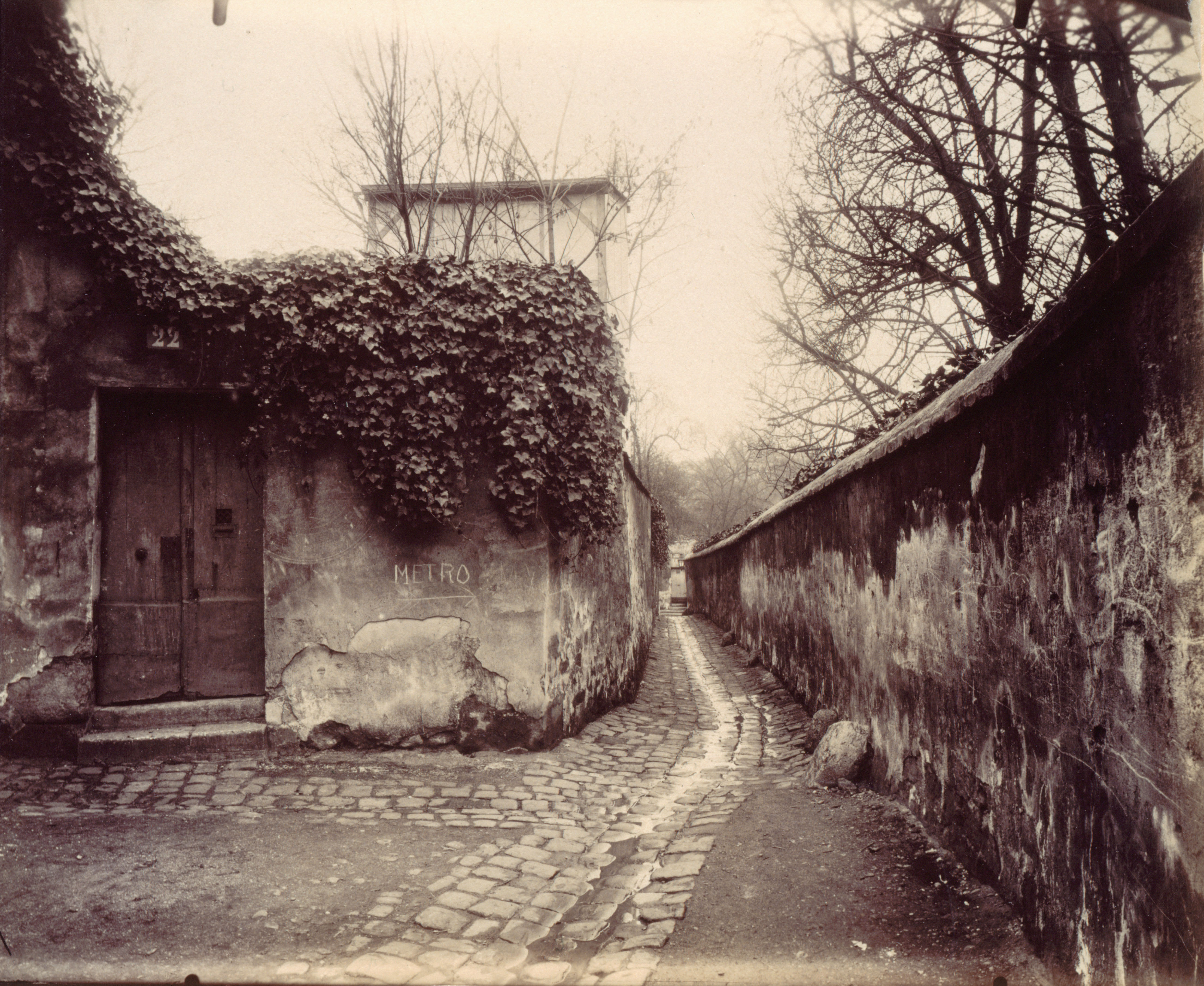
Vers la rue d'Ankara (Eugène Atget, 1913).

L’aménagement à venir de terrains attenants à la maison de Balzac, vendus en 2012 par la Ville de Paris à une société immobilière, suscite bien des inquiétudes, notamment parmi les historiens d’art.

## Bâtiments remarquables et lieux de mémoire
- Au no 24, on peut voir la porte dérobée par laquelle l'écrivain Honoré de Balzac quittait sa maison pour fuir à l'arrivée de ses créanciers[9].
- Au no 38 se trouvait, au 7e étage, l'appartement de l'architecte Auguste Perret. L'immeuble, l'un des premiers bâtis en béton armé[10], abritait également son agence.

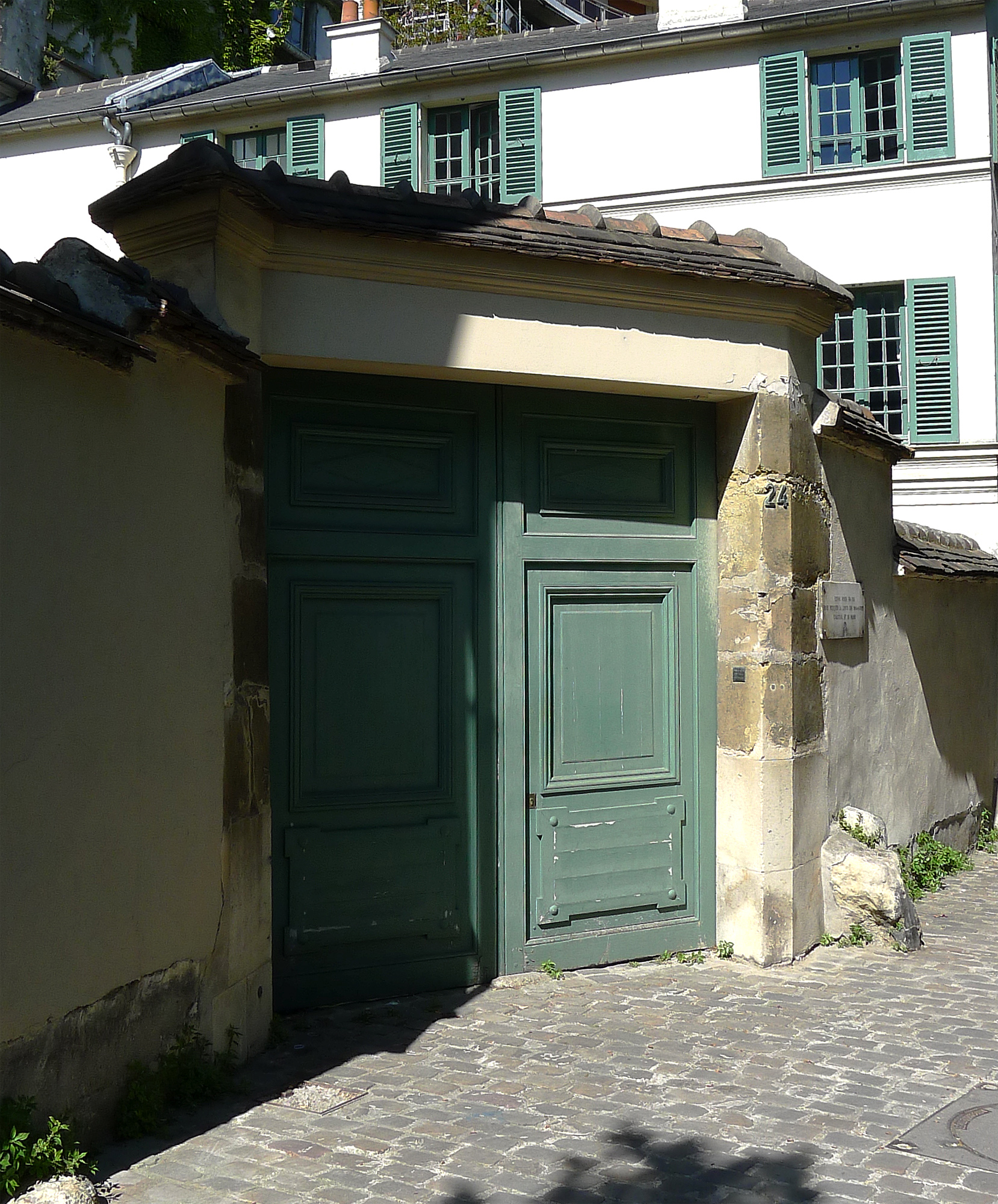
No 24.

### En littérature
La rue Berton sert de cadre principal à l’intrigue policière de Pas de bavards à la Muette de Léo Malet.
Dans L'Affaire du Collier (1963), une aventure en bande dessinée de Blake et Mortimer, le joailler malhonnête Duranton habite dans un hôtel particulier située dans cette rue.

### Au cinéma
En 2018, une scène du film J'accuse du réalisateur Roman Polanski est tournée au no 24 de la rue, devant la maison de Balzac, transformée pour les besoins du scénario en cabaret de style 1900.

### Personnalités liées à la rue
- Honoré de Balzac (1799-1850), écrivain
- Guillaume Apollinaire (1880-1918), poète
- Auguste Perret (1874-1954), architecte